# Pedro Mateus
Pedro Leonardo Gonçalves Mateus (Funchal, 27 settembre 1996) è un calciatore saotomense con cittadinanza portoghese, portiere svincolato della nazionale saotomense.

## Carriera

### Nazionale
Ha esordito con la nazionale saotomense il 17 novembre 2023, nella partita di qualificazione al Mondiale 2026 persa per 4-0 contro la Tunisia.

## Statistiche

### Cronologia presenze e reti in nazionale
| Cronologia completa delle presenze e delle reti in nazionale ― São Tomé e Príncipe | Cronologia completa delle presenze e delle reti in nazionale ― São Tomé e Príncipe | Cronologia completa delle presenze e delle reti in nazionale ― São Tomé e Príncipe | Cronologia completa delle presenze e delle reti in nazionale ― São Tomé e Príncipe | Cronologia completa delle presenze e delle reti in nazionale ― São Tomé e Príncipe | Cronologia completa delle presenze e delle reti in nazionale ― São Tomé e Príncipe | Cronologia completa delle presenze e delle reti in nazionale ― São Tomé e Príncipe | Cronologia completa delle presenze e delle reti in nazionale ― São Tomé e Príncipe |
| Data                                                                               | Città                                                                              | In casa                                                                            | Risultato                                                                          | Ospiti                                                                             | Competizione                                                                       | Reti                                                                               | Note                                                                               |
| ---------------------------------------------------------------------------------- | ---------------------------------------------------------------------------------- | ---------------------------------------------------------------------------------- | ---------------------------------------------------------------------------------- | ---------------------------------------------------------------------------------- | ---------------------------------------------------------------------------------- | ---------------------------------------------------------------------------------- | ---------------------------------------------------------------------------------- |
| 17-11-2023                                                                         | Radès                                                                              | Tunisia                                                                            | 4 – 0                                                                              | São Tomé e Príncipe                                                                | Qual. Mondiali 2026                                                                | -                                                                                  |                                                                                    |
| 21-11-2023                                                                         | Agadir                                                                             | São Tomé e Príncipe                                                                | 0 – 2                                                                              | Namibia                                                                            | Qual. Mondiali 2026                                                                | -                                                                                  |                                                                                    |
| Totale                                                                             |                                                                                    | Presenze                                                                           | 2                                                                                  |                                                                                    | Reti                                                                               | -6                                                                                 |                                                                                    |